# Centrumpartiet
Centrumpartiet (ty: Deutsche Zentrumspartei eller bara Zentrum, även kallat katolska Centerpartiet), är ett tyskt kristdemokratiskt politiskt parti. Det var mest inflytelserikt i Tyska kejsardömet och Weimarrepubliken. Det bildades 1870 och kämpade framgångsrikt mot Kulturkampf som fördes av förbundskansler Otto von Bismarck mot Katolska kyrkan. Partiet vann snart en fjärdedel av platserna i Förbundsdagen, och dess mellanposition i de flesta frågor tillät partiet att spela en avgörande roll i bildandet av majoriteter. Partinamnet Zentrum (Centrum) kom ursprungligen från det faktum att katolska representanter skulle ta upp mitten av platserna i parlamentet mellan Socialdemokraterna och de konservativa.
Under större delen av Weimarrepubliken var Centrumpartiet det tredje största partiet i Förbundsdagen och ett bålverk för republiken, och deltog i alla regeringar fram till 1932. Efter Adolf Hitlers övertagande till makten i början av 1933 var Centrumpartiet bland partierna som röstade för bemyndigandelagen, som gav lagstiftande befogenheter till Hitlers regering. Trots det pressades partiet att upplösa sig självt den 5 juli, eftersom NSDAP blev det enda lagligt tillåtna partiet i landet kort därefter.
Efter Andra världskriget ombildades partiet, men kunde inte återuppnå sin tidigare betydelse, eftersom de flesta av dess medlemmar hade gått med i den nya interkonfessionella Kristdemokratiska unionen (CDU) och, i Bayern, den Kristsociala unionen (CSU). Centrumpartiet fortsatte som ett marginellt parti och koncentrerade sina ansträngningar på regionalpolitik, huvudsakligen baserat i delstaten Nordrhein-Westfalen. Partiet var inte representerat på tysk federal nivå 1957 till 2022, då förbundsrepresentanten Uwe Witt och europaparlamentarikern Jörg Meuthen hoppade av AfD och gick med i Centrumpartiet.

## Historik
Partiet hade sitt ursprung i den katolska fraktion som fanns i kungariket Preussens parlament under mitten av 1800-talet och som förespråkade en form av kristen socialliberalism eller socialkonservatism. De kallades för "centern" därför att de i det preussiska parlamentet av hävd var placerade mellan de liberala (vänstern) och de konservativa (högern). Partiet hade under hela sin existerns nära band till påven och Vatikanen.
Partiet grundades i form av ett organiserat politisk parti i början av 1871. Partiet var i opposition till Bismarck under hans tid som rikskansler och stödde den tyska regeringens beslut att gå i krig 1914. Centrumpartiet var dock i mångt och mycket ett delat parti, vänsterflygeln tenderade att stöda socialdemokraterna eller liberalerna medan högerflygeln var genuint högerkonservativ.
Partiet var relativt starkt under Weimarrepubliken och var ofta i regeringsställning, omväxlande med stöd från de konservativa och socialdemokraterna. Rikskanslärer som hade partitillhörighet inom Centrumpartei under denna tid var till exempel Konstantin Fehrenbach, Wilhelm Marx, Heinrich Brüning och Franz von Papen.
Partiet tillhörde Hitlers och nazisternas hårdaste motståndare när NSDAP fick mandat i riksdagen, och den hårda linjen gentemot Hitler företräddes främst av Heinrich von Brüning (rikskansler 1930-1932). Denna linje bröts dock av hans efterträdare som rikskansler, Franz von Papen, som även han tillhörde centern. von Papen försökte istället moderera Hitler genom att släppa in honom i regeringen, något som i längden ledde till det nazistiska maktövertagandet.
Centrumpartiet upplöstes i juli 1933 efter hårt tryck från den nazistiska diktaturen, men partiet överlevde i mångt och mycket för att återbildas efter Nazitysklands fall 1945. Många av dess tidigare ledande företrädare var dock med om att bilda CDU vid samma tid, ett parti som inte var direkt knutet till katolicismen utan var konfessionslöst. CDU är i stort sett Centrumpartiets direkta efterföljare, och majoriteten av CDU:s grundare var tidigare medlemmar av Centrumpartiet, bland dem förbundskanslern Konrad Adenauer och förbundspresidenten Heinrich Lübke. Även Zentrum fanns till en början representerat i den västtyska förbundsdagen, men förlorade sina platser under 1950-talet.